# Europese kampioenschappen kunstschaatsen 1979
De Europese Kampioenschappen kunstschaatsen zijn wedstrijden die samen een jaarlijks terugkerend evenement vormen, georganiseerd door de Internationale Schaatsunie (ISU).
De kampioenschappen van 1979 vonden plaats van 30 januari tot en met 4 februari in Zagreb. Het was de tweede keer, na het EK van 1974 dat de EK kampioenschappen in Zagreb plaatsvonden en de derde keer in Joegoslavië, het EK van 1967 vond in Ljubljana plaats.
Voor de mannen was het de 71e editie, voor de vrouwen en paren was het de 43e editie en voor de ijsdansers de 26e editie.

## Historie
De Duitse en Oostenrijkse schaatsbond, verenigd in de "Deutscher und Österreichischer Eislaufverband", organiseerden zowel het eerste EK Schaatsen voor mannen als het eerste EK Kunstschaatsen voor mannen in 1891 in Hamburg, in toen nog het Duitse Keizerrijk, nog voor het ISU in 1892 werd opgericht. De internationale schaatsbond nam in 1892 de organisatie van het EK kunstschaatsen over. In 1895 werd besloten voortaan het WK kunstschaatsen te organiseren en kwam het EK te vervallen. In 1898, na twee jaar onderbreking, vond toch weer een herstart plaats van het EK kunstschaatsen.
De vrouwen en paren zouden vanaf 1930 jaarlijks om de Europese titel strijden. De ijsdansers streden vanaf 1954 om de Europese titel in het kunstschaatsen.

## Deelname
Er namen deelnemers uit een recordaantal van twintig landen deel aan deze kampioenschappen. Zij vulden het aantal van 76 startplaatsen in de vier disciplines in. Voor het eerst nam er een deelnemer uit Bulgarije deel aan het EK, Margarita Dimitrova nam deel in het vrouwentoernooi.
Voor België debuteerde Genevieve Schoumaker en namens Nederland nam Astrid Jansen in de Wal voor de tweede keer deel in het vrouwentoernooi.
(Tussen haakjes het totaal aantal startplaatsen over de disciplines.)
| Sovjet-Unie (11) Duitse Democratische Republiek (9) Tsjecho-Slowakije (7) West-Duitsland (7) Verenigd Koninkrijk (6) | Zwitserland (6) Frankrijk (4) Polen (4) Finland (3) Hongarije (3) | Italië (3) Oostenrijk (3) Joegoslavië (2) Zweden (2) België (1) | Bulgarije (1) Denemarken (1) Nederland (1) Noorwegen (1) Spanje (1) |

## Medaille verdeling
Voor de tweede keer bij het EK kunstschaatsen voor mannen was het erepodium een kopie van de twee voorgaande jaren, in 1968 gebeurde dit voor de eerste keer. Jan Hoffmann werd voor de vierde keer Europees kampioen. In 1974 en 1977, 1978 veroverde hij ook de titel. Het was zijn zesde medaille, in 1973 en 1976 werd hij derde. Vladimir Kovalev, stond net als in 1976, 1977 en 1978 op de tweede plaats, het was zijn vijfde medaille, in 1975 werd hij Europees kampioen. De nummer drie, Robin Cousins, stond net als in 1977 en 1978 op de derde plaats op het erepodium, het was ook zijn derde medaille.
Bij de vrouwen veroverde de Oost-Duitse Anett Pötzsch voor de derde keer de Europese titel, het was haar vijfde medaille, in 1975 werd ze derde en in 1976 tweede. De West-Duitse Dagmar Lurz stond net als in 1977 en 1978 op plaats twee, het was haar derde medaille. Voor Denise Biellmann op plaats drie was het de eerste keer dat ze op het Europese erepodium stond, ze was de tweede Zwitserse medaille winnares na Karen Iten die in 1973 eveneens de bronzen medaille veroverde.
Bij de paren veroverde voor het vijftiende opeenvolgende jaar een Sovjet paar de Europese titel. Het paar Marina Cherkasova / Sergei Shakhrai volgden Irina Rodnina (tien titels op rij) / Aleksandr Zajtsev (zes titels op rij) op. Ze waren het achttiende paar en het vierde Sovjet paar die deze titel behaalden. Het was hun derde medaille, in 1977 werden ze derde en in 1978 tweede. Hun landgenoten Irina Vorobieva / Igor Lisovski op de tweede plaats stonden voor het eerst op het Europese erepodium. Het Oost-Duitse paar op plaats drie, Sabine Baess / Tassilo Thierbach, stond voor de eerste keer op het Europese erepodium.
Bij het ijsdansen stonden dezelfde drie paren als in 1977 en 1978 op het erepodium, alleen de was anders. Natalja Linitsjoek / Gennadi Karponossov was het twaalfde paar die de Europese titel veroverden en het derde Sovjet paar. Ze stonden voor de zesde opeenvolgende keer op het erepodium, vier keer op plaats drie (1974-1977) en in 1978 op plaats twee. Tweevoudig Europees kampioenen (1977, 1978) Irina Moiseeva / Andrei Minenkov eindigden op de tweede plaats. Het was hun vierde medaille, in 1976 werden ze ook tweede. Het Hongaarse paar Krisztina Regöczy / Andras Sallay op plaats drie stond voor de derde keer op het erepodium, in 1977 werden ze tweede en in 1978 ook derde.
| Discipline | Goud                                     | Zilver                           | Brons                             |
| ---------- | ---------------------------------------- | -------------------------------- | --------------------------------- |
| Mannen     | Jan Hoffmann                             | Vladimir Kovalev                 | Robin Cousins                     |
| Vrouwen    | Anett Pötzsch                            | Dagmar Lurz                      | Denise Biellmann                  |
| Paren      | Marina Cherkasova / Sergei Shakhrai      | Irina Vorobieva / Igor Lisovski  | Sabine Baess / Tassilo Thierbach  |
| IJsdansen  | Natalja Linitsjoek / Gennadi Karponossov | Irina Moiseeva / Andrei Minenkov | Krisztina Regöczy / Andras Sallay |

## Uitslagen
| #      | naam (deelname)              | land                                    | pc |
| ------ | ---------------------------- | --------------------------------------- | -- |
| Goud   | Jan Hoffmann (10)            | Vlag van Duitse Democratische Republiek |    |
| Zilver | Vladimir Kovalev (7)         | Vlag van Sovjet-Unie                    |    |
| Brons  | Robin Cousins (7)            | Vlag van Verenigd Koninkrijk            |    |
| 4      | Jean-Christophe Simond (3)   | Vlag van Frankrijk                      |    |
| 5      | Igor Bobrin (2)              | Vlag van Sovjet-Unie                    |    |
| 6      | Konstantin Kokora (2)        | Vlag van Sovjet-Unie                    |    |
| 7      | Hermann Schülz (2)           | Vlag van Duitse Democratische Republiek |    |
| 8      | Mario Liebers (4)            | Vlag van Duitse Democratische Republiek |    |
| 9      | Miroslav Soska (5)           | Vlag van Tsjechië                       |    |
| 10     | Laszlo Vajda (8)             | Vlag van Hongarije                      |    |
| 11     | Norbert Schramm              | Vlag van Duitsland                      |    |
| 12     | Thomas Nieder                | Vlag van Duitsland                      |    |
| 13     | Helmut Kristofics-Binder (2) | Vlag van Oostenrijk                     |    |
| 14     | Grezgorz Glowania (4)        | Vlag van Polen (1928-1980)              |    |
| 15     | Christopher Howarth          | Vlag van Verenigd Koninkrijk            |    |
| 16     | Michel Lotz                  | Vlag van Frankrijk                      |    |
| 17     | Jozef Sabovcik               | Vlag van Tsjechië                       |    |
| 18     | Thomas Oberg (6)             | Vlag van Zweden                         |    |
| 19     | Matijaz Krusec (4)           | Vlag van Joegoslavië (1943-1992)        |    |
| 20     | Antti Kontiola               | Vlag van Finland                        |    |

| #      | naam (deelname)              | land                                          | pc |
| ------ | ---------------------------- | --------------------------------------------- | -- |
| Goud   | Anett Pötzsch (7)            | Vlag van Duitse Democratische Republiek       |    |
| Zilver | Dagmar Lurz (5)              | Vlag van Duitsland                            |    |
| Brons  | Denise Biellmann (3)         | Vlag van Zwitserland                          |    |
| 4      | Kristiina Wegelius (3)       | Vlag van Finland                              |    |
| 5      | Carola Weissenberg (2)       | Vlag van Duitse Democratische Republiek       |    |
| 6      | Karin Riediger (2)           | Vlag van Duitsland                            |    |
| 7      | Sanda Dubravcic (3)          | Vlag van Joegoslavië (1943-1992)              |    |
| 8      | Susanna Driano (5)           | Vlag van Italië                               |    |
| 9      | Deborah Cottrill (2)         | Vlag van Verenigd Koninkrijk                  |    |
| 10     | Kira Ivanova                 | Vlag van Sovjet-Unie                          |    |
| 11     | Renata Baierova (2)          | Vlag van Tsjechië                             |    |
| 12     | Karena Richardson (4)        | Vlag van Verenigd Koninkrijk                  |    |
| 13     | Susan Broman (4)             | Vlag van Finland                              |    |
| 14     | Katarina Witt                | Vlag van Duitse Democratische Republiek       |    |
| 15     | Petra Ernert                 | Vlag van Duitsland                            |    |
| 16     | Jeanne Chapman               | Vlag van Noorwegen                            |    |
| 17     | Natalia Strelkova (2)        | Vlag van Sovjet-Unie                          |    |
| 18     | Sonja Stanek (2)             | Vlag van Oostenrijk                           |    |
| 19     | Anita Siegfried              | Vlag van Zwitserland                          |    |
| 20     | Astrid Jansen in de Wal (2)  | Vlag van Nederland                            |    |
| 21     | Corine Wyrsch                | Vlag van Zwitserland                          |    |
| 22     | Anne-Sophie de Kristoffy (2) | Vlag van Frankrijk                            |    |
| 23     | Franca Bianconi (3)          | Vlag van Italië                               |    |
| 24     | Christina Svensson (2)       | Vlag van Zweden                               |    |
| 25     | Genevieve Schoumaker         | Vlag van België                               |    |
| 26     | Helena Chwila (2)            | Vlag van Polen (1928-1980)                    |    |
| 27     | Heidi Bartelsen              | Vlag van Denemarken                           |    |
| 28     | Margarita Dimitrova          | Vlag van Bulgarije (1971-1990)                |    |
| 29     | Gloria Mas (2)               | Vlag van Spanje (21 jan. 1977 - 18 dec. 1981) |    |

| #      | naam (deelname)                            | land                                    | pc |
| ------ | ------------------------------------------ | --------------------------------------- | -- |
| Goud   | Marina Cherkasova (3) Sergei Shakhrai (3)  | Vlag van Sovjet-Unie                    |    |
| Zilver | Irina Vorobieva (3) Igor Lisovski          | Vlag van Sovjet-Unie                    |    |
| Brons  | Sabine Baess (3) Tassilo Thierbach (3)     | Vlag van Duitse Democratische Republiek |    |
| 4      | Marina Pestova (2) Stanislav Leonovich (2) | Vlag van Sovjet-Unie                    |    |
| 5      | Kerstin Stolfig (4) Veit Kempe (4)         | Vlag van Duitse Democratische Republiek |    |
| 6      | Ingrid Spieglova (5) Alan Spiegl (5)       | Vlag van Tsjechië                       |    |
| 7      | Kornelia Haufe Kersten Bellmann            | Vlag van Duitse Democratische Republiek |    |
| 8      | Christina Riegel Andreas Nischwitz (3)     | Vlag van Duitsland                      |    |
| 9      | Maria Jezak Lech Matuszewski               | Vlag van Polen (1928-1980)              |    |
| 10     | Christine Eicher Paul Huber (2)            | Vlag van Zwitserland                    |    |

| #      | naam (deelname)                                 | land                         | pc |
| ------ | ----------------------------------------------- | ---------------------------- | -- |
| Goud   | Natalja Linitsjoek (6) Gennadi Karponossov (10) | Vlag van Sovjet-Unie         |    |
| Zilver | Irina Moiseeva (7) Andrei Minenkov (7)          | Vlag van Sovjet-Unie         |    |
| Brons  | Krisztina Regoczy (10) Andras Sallay (10)       | Vlag van Hongarije           |    |
| 4      | Liliana Rehakova (3) Stanislav Drastich (3)     | Vlag van Tsjechië            |    |
| 5      | Natalia Karamysheva Rostislav Sinitsin          | Vlag van Sovjet-Unie         |    |
| 6      | Jayne Torvill (3) Christopher Dean (2)          | Vlag van Verenigd Koninkrijk |    |
| 7      | Susi Handschmann (5) Peter Handschmann (5)      | Vlag van Oostenrijk          |    |
| 8      | Isabella Rizzi (5) Luigi Freroni (5)            | Vlag van Italië              |    |
| 9      | Henriette Froschl (2) Christian Steiner (2)     | Vlag van Duitsland           |    |
| 10     | Anna Pisanska (2) Jiri Musil (2)                | Vlag van Tsjechië            |    |
| 11     | Karen Barber Nicholas Slater                    | Vlag van Verenigd Koninkrijk |    |
| 12     | Halina Gordon (3) Jacek Tascher (4)             | Vlag van Polen (1928-1980)   |    |
| 13     | Martine Olivier Yves Taryre                     | Vlag van Frankrijk           |    |
| 14     | Jindra Hola Karol Foltan                        | Vlag van Tsjechië            |    |
| 15     | Regula Lattmann Hanspeter Müller                | Vlag van Zwitserland         |    |
| 16     | Gabriella Remport Sandor Nagy                   | Vlag van Hongarije           |    |
| 17     | Claudia Koch Peter Schubl (2)                   | Vlag van Oostenrijk          |    |

Medaillewinnaars

Mannen · 
Vrouwen ·
Paren · 
IJsdansen

Toernooi

1891 · 
1892 · 
1893 · 
1894 · 
1895 · 
1896-1897 · 
1898 · 
1899 · 
1900 · 
1901 · 
1902-1903 · 
1904 · 
1905 · 
1906 · 
1907 · 
1908 · 
1909 · 
1910 · 
1911 · 
1912 · 
1913 · 
1914 · 
1915-1921 · 
1922 · 
1923 · 
1924 · 
1925 · 
1926 · 
1927 · 
1928 · 
1929 · 
1930 · 
1931 · 
1932 · 
1933 · 
1934 · 
1935 · 
1936 · 
1937 · 
1938 · 
1939 ·
1940-1946 · 
1947 · 
1948 · 
1949 · 
1950 · 
1951 · 
1952 · 
1953 · 
1954 · 
1955 · 
1956 · 
1957 · 
1958 · 
1959 · 
1960 · 
1961 · 
1962 · 
1963 · 
1964 · 
1965 · 
1966 · 
1967 · 
1968 · 
1969 · 
1970 · 
1971 · 
1972 · 
1973 · 
1974 · 
1975 · 
1976 · 
1977 · 
1978 · 
1979 · 
1980 · 
1981 · 
1982 · 
1983 · 
1984 · 
1985 · 
1986 · 
1987 · 
1988 · 
1989 · 
1990 · 
1991 · 
1992 · 
1993 · 
1994 · 
1995 ·
1996 · 
1997 · 
1998 · 
1999 · 
2000 · 
2001 · 
2002 · 
2003 · 
2004 · 
2005 · 
2006 ·
2007 ·
2008 ·
2009 ·
2010 ·
2011 ·
2012 ·
2013 ·
2014 ·
2015 ·
2016 ·
2017 ·
2018 ·
2019 ·
2020 ·
2021 · 
2022 · 
2023 · 
2024 · 
2025

WK kunstschaatsen ·
WK kunstschaatsen junioren ·
Viercontinentenkampioenschap ·
Olympische Spelen